# 2 اس 5 غياتسينت - اس
2 اس 5 غياتسينت - اس ((بالروسية: 2С5 «Гиацинт-С»)‏ ؛ (بالإنجليزية: 2S5 Giatsint-S ياقوتية)‏) هو مدفعي ذاتي الحركة تم تطويره في الاتحاد السوفيتي/ روسيا، من عيار 152 ملم. وهو احد طلبيات جي آر إيه يو. لديه حماية من الاسلحة النووية والبيولوجية والكيميائية. قادر على الاشتباك مع الأهداف في نطاقات أبعد ومعدل إطلاق نار أعلى من 2 أس 3 أكتسيا مدفع 152 ملم ذاتي الحركة المنتج على نطاق واسع، له القدرة على إطلاق قذائف نووية.

## تاريخ الإنتاج
بدأ إنتاج 2 اس 5 غياتسينت - اس في سنة 1976 جنبًا إلى جنب مع النسخة المقطورة 2A36 Giatsint-B . وتستخدم هيكل معدّل من هيكل نظام الصواريخ أرض-جو SA-4 كروج مع قدرة على التنقل الجيد عبر الضواحي، ويمكن أن تحمل 152 قذائف  30 ملمتر، يصل مداها إلى 28 كيلومترًا، أو 33-40 كيلومترًا للقذائف الصاروخية. بالإضافة إلى المواد شديدة الانفجار، يمكن للمدفع أيضًا إطلاق مقذوفات حرارية وعنقودية ودخانية ونووي. يستغرق نشر المدفع لإطلاق النار 3 دقائق، ويمكن أن يحافظ على معدل إطلاق نار من 5 إلى 6 مقذوفات في الدقيقة. ينتشر معظم الطاقم، باستثناء المدفعي، خارج المركبة أثناء إطلاق النار. وعادة ما تكون مصحوبة بحاملة ذخيرة بـ 30 قذيفة إضافية.
تم إدخال 2S5 إلى الخدمة في سنة 1978، لتحل محل كتائب المدافع الميدانية أم-46 عيار 130ملم في ألوية المدفعية السوفيتية على مستوى الجيش والجبهة، وقد عُرفت أيضًا باسم أم1981 في الولايات المتحدة. وتوقف إنتاجه في سنة 1991.

## التاريخ العمليات
تم استخدام 2 اس 5 لأول مرة في القتال من قبل الاتحاد السوفيتي في الحرب السوفيتية الأفغانية. في وقت لاحق، استخدمتها القوات الروسية في الحرب الشيشانية الأولى والحرب الشيشانية الثانية.
تم استخدام 2 اس 5 من قبل الجيش الأوكراني والجيش الروسي في الحرب في دونباس.

## العاملين

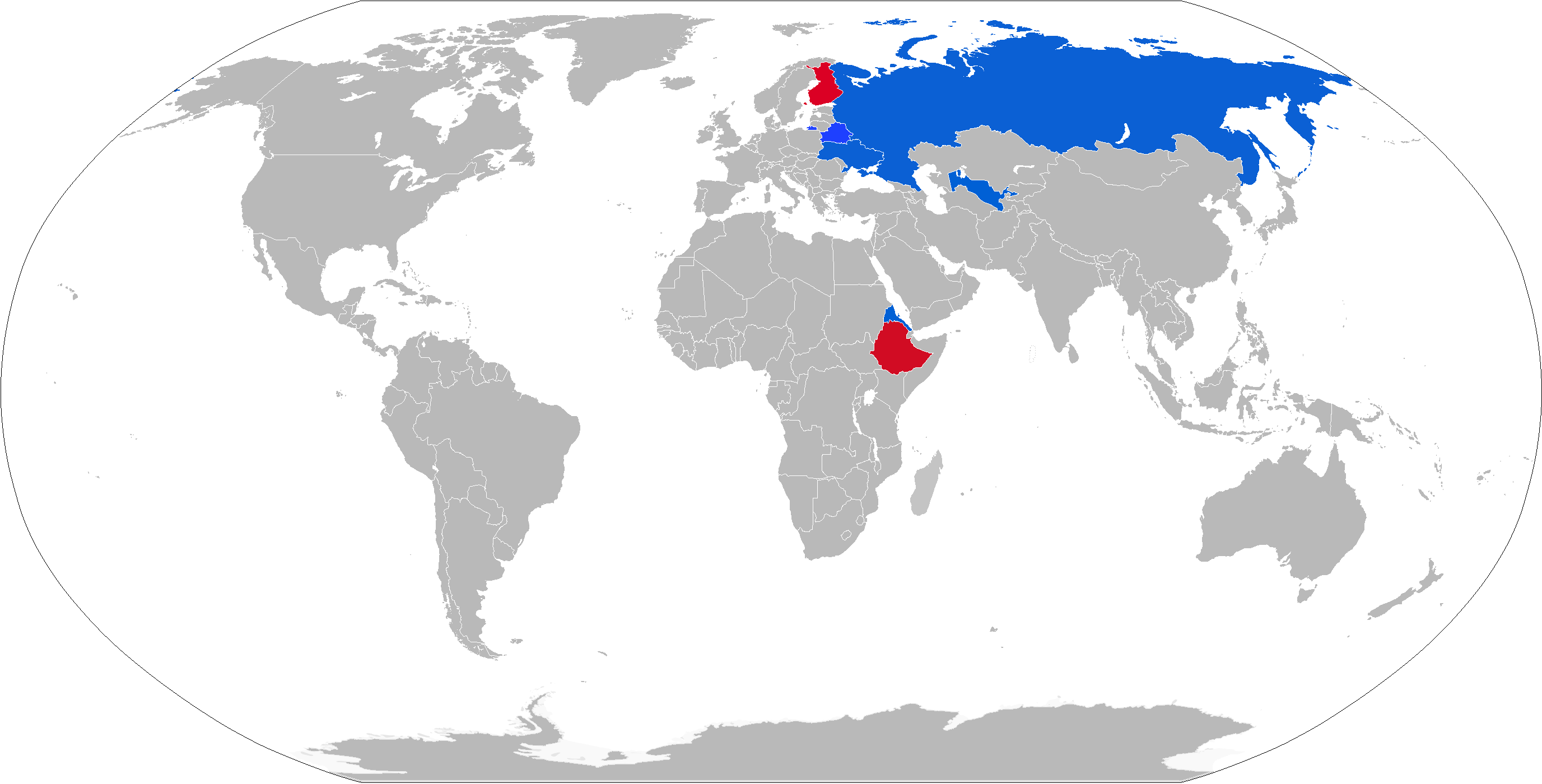
خريطة عمليات 2 اس 5 باللون الأزرق مع العوامل السابقة باللون الأحمر

### المشغلين الحاليين
بيلاروس
120 
 إرتريا
13
 إثيوبيا
80 
 روسيا
- الجيش: 399 وحدة (+500 في التخزين)
- البحرية: 170 وحدة (+ البعض في المخزن)

 أوكرانيا
25, لغاية السابع عشر من سبتمبر 2022, على الاقل اثنان 2 اس 5 غياتسينت - اس تم غنمهم في اوكرانيا خلال الغزو الروسي لأوكرانيا 2022

### المشغلين السابقين
الاتحاد السوفيتي

 فنلندا
- الجيش الفنلندي: معروف باسم 152 تالك 91 .توجد 18 وحدة.

## أنظر أيضا
- قائمة AFVs
- قائمة المدفعية.

## روابط خارجية
- باللغة الروسية 2 اس 5 غياتسينت - اس

قالب:SovArtyColdWar